# Яроцкий, Пётр Лаврентьевич
Пётр Лавре́нтьевич Яро́цкий (укр. Петро Лаврентійович Яроцький; род. 19 июня 1932, село Шпанов, Ровенская область, УССР, СССР) — советский и украинский религиовед и философ, специалист по истории религии, современному состоянию религии и религиозности на Украине, социальному учению католичества, православно-католическим отношениям, трансформации протестантизма, вопросам межрелигиозного диалога и эволюции религиозного сознания.
Доктор философских наук (1980), профессор (1985). Ведущий научный сотрудник отдела истории и прикладного религиоведения Отделения религиоведения Института философии имени Г. С. Сковороды НАН Украины.
Один из авторов Большой украинской энциклопедии, Политической энциклопедии, Политологического энциклопедического словаря, Украинской религиоведческой энциклопедии, Философского энциклопедического словаря, Энциклопедии истории Украины, Энциклопедии современной Украины и Юридической энциклопедии.

## Биография
Родился 19 июня 1932 года в селе Шпанов Ровенской области.
Окончил журналистский факультет Львовского государственного университета имени И. Я. Франко, где его учителями были В. О. Здоровега и М. Ф. Нечиталюк.
В 1961–1971 годы — литературный сотрудник и корреспондент газеты «Свободная Украина».
В 1967–1971 годы — редактор Львовской телестудии.
В 1971–1974 годы — научный сотрудник Института общественных наук АН УССР, где в 1973 году защитил диссертацию на соискание учёной степени кандидата философских наук по теме «Критика идеологических основ антикоммунизма современного иеговизма» (специальность 09.00.03 — история философии).
С 1974 года — научный сотрудник, затем старший научный сотрудник и ведущий научный сотрудник отдела истории и прикладного религиоведения Отделения религиоведения Института философии имени Г. С. Сковороды НАН Украины.
В 1975–2010 годы преподавал религиоведение в Национальном педагогическом университете имени М. П. Драгоманова, Национальном университете «Киево-Могилянская академия», Международном Соломоновом университете и Киевском университете туризма, экономики и права.
В 1980 году защитил диссертацию на соискание учёной степени доктора философских наук по теме «Современный иеговизм: философско-социологический анализ идеологии и обыденного религиозного сознания» (специальность 09.00.06 — научный атеизм).

## Научные труды

### Монографии
- Яроцький П. Л. Антикомунізм соціально-політичної доктрини єговізму. — К.: Наукова думка, 1976. — 216 с
- Яроцкий П. Л. Современный иеговизм: фальсификация социальных процессов, идеологические диверсии. — К.: о-во "Знание" УССР, 1979. — 14 с. (В помощь лектору / О-во "Знание" УССР).
- Яроцкий П. Л. Кризис иеговизма: (Критический анализ идеологии и эволюции обыденности религиозного сознания). — К.: Наукова думка, 1979. — 303 с.
- Яроцкий П. Л. Эволюция современного иеговизма. — К.: Политиздат Украины, 1981. — 143 с.
- Яроцкий П. Л. Идейный крах современного клерикализма и его модификаций. — К.: о-во "Знание" УССР, 1982. — 49 с. (Сер. 5 "Научно-атеистическая". / О-во "Знание" УССР. № 2).
- Яроцкий П. Л. Современный политический клерикализм. — К.: О-во "Знание" УССР, 1988. — 48 с. (Сер. 5, Научно-атеистическая. О-во "Знание" УССР; № 3).
- Колодний А. М., Глушак А., Климов В. В., Яроцький П. Л. Українська церква між Сходом і Заходом / Національна Академія Наук України, Інститут філософії, Відділення релігієзнавства. — К.: Український центр духовної культури, 1996. — 225 с.
- Історія православної церкви в Україні. / За ред. П. Л. Яроцький, С. І. Головащенко, В. В. Климов. — Κ.: Четверта хвиля, 1997. — 292 с. ISBN 966-529-055-X

### Учебные пособия
- Історія релігії в Україні: навчальний посібник. / Отв. ред.: A. M. Колодний, П. Л. Яроцький. — К.: Знання[укр.], 1999. — 735 с. ISBN 966-7293-71-8 (Вища освіта XXI століття)
- Академічне релігієзнавство. Підручник / За наук. ред. проф. А. М. Колодного. – К.: Світ Знань, 2000. – 862 с.
  - Тема XIII. Світові релігії § 3 Християнство
  - Тема XVI. § 3 Прийняття і поширення християнства в Україні
  - Тема XVI. § 4. Українське християнство: особливості, віхи історії Україні
  - Тема XVI. § 5. Релігія і Церква в тоталітарну добу
  - Тема XVI. § 6. Багатоконфесійність України. Міжконфесійні колізії трагедія українського народу
  - Тема XXVI. § 1. Кризові явища в сучасному релігійному житті
  - Тема XXVI. § 2. Політизація релігії. Еволюція соціально-політичних орієнтацій і діяльності релігійних організацій
  - Тема XXVI. § 3. Глобальні проблеми сучасності в їх релігійному витлумаченні і розв'язанні
  - Тема XXVI. § 4. Міжконфесійні відносини у світі. Проблема християнського екуменізму
  - Тема XXVII. § 1. Пошук шляхів і форм оновлення. Католицьке аджорнаменто
  - Тема XXVII. § 2. Інтеграція теології і західної філософської та соціальної думки
  - Тема XXVII. § 5. Концепція синтезу науки і релігії в сучасному богослов'ї
  - Тема XXVII. § 6. Церква і культура: "обновленські" спроби здолати розрив
- Яроцький П. Л. Релігієзнавство: Навчальний посібник. – К.: Кондор, 2004. – 308 с.
- Яроцький П. Л. Релігієзнавство: підручник. — К.: Кондор-Видавництво, 2013. — 442 с. ISBN 978-966-2781-57-1

### Статьи
- Яроцький П. Л. Римо-католицизм в Україні // Релігійна панорама. — 2006. — № 12. — С. 50–52.
- Яроцький П. Л. Православно-католицькі відносини в Україні та проблеми їх толерантизації // Софія. Гуманітарно-релігієзнавчий вісник. — 2015. — № 1 (3). — С. 39–45.
- Яроцький П. Л. Різноаспектний характер 80 Європейської Реформації та особливості її сприйняття в Україні. // Українське pелігієзнавство. — 2017. — № 83. — С. 80–94.
- Яроцький П. Л. 500-річчя європейської Реформації : різноаспектний дискурс-аналіз // Науковий часопис Національного педагогічного університету імені М. П. Драгоманова. Серія 7 : Релігієзнавство. Культурологія. Філософія : зб. наук. праць. — К.: Вид-во НПУ імені М. П. Драгоманова, 2017. — Вип. 38 (51). — С. 94–99.

### Энциклопедии
Большая украинская энциклопедия
- Яроцький П. Л. католицька  Антропологія католицька // Велика українська енциклопедія, 21.05.2020.
- Яроцький П. Л. Антропоморфізм // Велика українська енциклопедія, 18.05.2020.
- Яроцький П. Л. Апологет (у релігієзнавстві) // Велика українська енциклопедія.
- Яроцький П. Л. Армія спасіння // Велика українська енциклопедія, 13.07.2020.
- Яроцький П. Л. Баламандська декларація 1993 // Велика українська енциклопедія, 17.03.2021.
- Яроцький П. Л. Берестейська церковна унія 1596 // Велика українська енциклопедія.
- Яроцький П. Л. Бонгёффер, Дитрих // Велика українська енциклопедія.
- Яроцький П. Л. Варфоломіївська ніч // Велика українська енциклопедія.
- Яроцький П. Л. Варшавська конфедерація 1573 // Велика українська енциклопедія.
- Яроцький П. Л. Ватикан // Велика українська енциклопедія.
- Яроцький П. Л. Велика західна схизма 1378–1417 // Велика українська енциклопедія.
- Яроцький П. Л. Військові чернечі ордени // Велика українська енциклопедія.
- Яроцький П. Л. з’їзд Віленський з’їзд // Велика українська енциклопедія.
- Яроцький П. Л. Віленський Собор 1509 // Велика українська енциклопедія, 22.08.2019.
- Яроцький П. Л. Віра і розум (енцикліка) // Велика українська енциклопедія, 08.09.2020.
- Яроцький П. Л. Вселенські собори Католицької церкви // Велика українська енциклопедія, 16.04.2020.
- Яроцький П. Л. Всеправославний собор 2016 // Велика українська енциклопедія, 27.04.2020.
- Яроцький П. Л. Галліканізм // Велика українська енциклопедія, 04.05.2020.
- Яроцький П. Л. Голландський катехизис // Велика українська енциклопедія, 04.05.2020.
- Яроцький П. Л. Городельська унія 1413 // Велика українська енциклопедія, 08.04.2020.
- Яроцький П. Л. Грем, Біллі // Велика українська енциклопедія.
- Яроцький П. Л. Григоріанські реформи // Велика українська енциклопедія, 05.09.2019.
- Яроцький П. Л. Громадянська релігія // Велика українська енциклопедія, 04.06.2020.
- Арістова А. В., Яроцький П. Л. Гусити // Велика українська енциклопедія, 17.10.2020.
- Яроцький П. Л. Екс катедра // Велика українська енциклопедія
- Яроцький П. Л. Єресь // Велика українська енциклопедія, 19.06.2019.
- Яроцький П. Л. Енцикліка // Велика українська енциклопедія, 12.06.2019.
- Яроцький П. Л. Еразм Роттердамський // Велика українська енциклопедія, 13.07.2020.
- Яроцький П. Л. Замойський синод // Велика українська енциклопедія, 25.05.2020.
- Яроцький П. Л. Запас добрих справ // Велика українська енциклопедія, 17.05.2020.
- Яроцький П. Л. Змішана комісія з теологічного діалогу // Велика українська енциклопедія, 17.05.2020.
- Арістова А. В., Яроцький П. Л. Індекс заборонених книг // Велика українська енциклопедія, 04.05.2020.
- Яроцький П. Л. Кальвін, Жан // Велика українська енциклопедія, 28.04.2020.
- Яроцький П. Л. Кальвінізм // Велика українська енциклопедія, 03.07.2020.
- Арістова А. В., Яроцький П. Л. Кардинал // Велика українська енциклопедія, 06.07.2020.
- Арістова А. В., Присухін С. І., Яроцький П. Л. Католицька церква // Велика українська енциклопедія, 18.03.2020.
- Яроцький П. Л. християнство Київське християнство // Велика українська енциклопедія, 22.05.2020.
- Яроцький П. Л. Коад’ютор // Велика українська енциклопедія
- Яроцький П. Л. Конгрегація // Велика українська енциклопедія.
- Яроцький П. Л. Конкордат // Велика українська енциклопедія, 08.05.2020.
- Яроцький П. Л. Консисторія // Велика українська енциклопедія, 23.03.2020.
- Яроцький П. Л. собор Констанцький собор // Велика українська енциклопедія, 14.05.2020.
- Яроцький П. Л. Конфірмація // Велика українська енциклопедія, 14.05.2020.
- Яроцький П. Л. Культуркампф // Велика українська енциклопедія, 08.05.2020.
- Яроцький П. Л. Перший Ватиканський собор // Велика українська енциклопедія, 08.04.2020.
- Яроцький П. Л. Римська курія // Велика українська енциклопедія, 08.05.2020.
- Яроцький П. Л. істини Сяйво істини // Велика українська енциклопедія, 21.05.2020.

Украинская религиоведческая энциклопедия
- Яроцький П. Л. Аджорнаменто // Українська релігієзнавча енциклопедія.
- Яроцький П. Л. Англокатолики // Українська релігієзнавча енциклопедія.
- Яроцький П. Л. Антипапа // Українська релігієзнавча енциклопедія.
- Яроцький П. Л. Армагеддон // Українська релігієзнавча енциклопедія.
- Яроцький П. Л. Беатифікація // Українська релігієзнавча енциклопедія.
- Яроцький П. Л. Булла // Українська релігієзнавча енциклопедія.
- Яроцький П. Л. Галицька митрополія  // Українська релігієзнавча енциклопедія.
- Яроцький П. Л. Єзуїти // Українська релігієзнавча енциклопедія.
- Яроцький П. Л. Енцикліка // Українська релігієзнавча енциклопедія.
- Яроцький П. Л. Замойський Синод // Українська релігієзнавча енциклопедія.
- Яроцький П. Л. Індекс заборонених книг // Українська релігієзнавча енциклопедія.
- Яроцький П. Л. Індульгенція // Українська релігієзнавча енциклопедія.
- Яроцький П. Л. Інквізиція // Українська релігієзнавча енциклопедія.
- Яроцький П. Л. Католицизм // Українська релігієзнавча енциклопедія.
- Яроцький П. Л. Католицька філософія // Українська релігієзнавча енциклопедія.
- Яроцький П. Л. Католицькі церкви східного обряду // Українська релігієзнавча енциклопедія.
- Яроцький П. Л. Клюнійська реформа // Українська релігієзнавча енциклопедія.
- Яроцький П. Л. Латинізація // Українська релігієзнавча енциклопедія.
- Яроцький П. Л. Легат // Українська релігієзнавча енциклопедія.
- Яроцький П. Л. Неотомізм // Українська релігієзнавча енциклопедія.
- Яроцький П. Л. Нунцій // Українська релігієзнавча енциклопедія.
- Яроцький П. Л. Папоцезаризм // Українська релігієзнавча енциклопедія.
- Яроцький П. Л. Папська академія наук // Українська релігієзнавча енциклопедія.
- Яроцький П. Л. Руссикум // Українська релігієзнавча енциклопедія.
- Яроцький П. Л. Свідки Єгови // Українська релігієзнавча енциклопедія.

### Научная редакция
- Історія релігії в Україні: у 10-ти томах. // Редкол: А. М. Колодний (голова) та ін. — К.: Світ Знань. Т. 2. Українське православ’я  // За ред. П. Л. Яроцького. — 1997. — 373 с. ISBN 966-7009-17-3
- Історія релігії в Україні: у 10-ти томах. // Редкол: А. М. Колодний (голова) та ін. — К.: Світ Знань. Т. 4. Протестантизм в Україні // За ред. П. Л. Яроцького. — 2001. — 598 с.
- Історія релігії в Україні: у 10-ти томах. // Редкол: А. М. Колодний (голова) та ін. — К.: Світ Знань. Т. 5. Протестантизм в Україні // За ред. П. Л. Яроцького. — 2002. — 424 с. ISBN 966-7742-05-9
- Історія релігії в Україні у 10-ти томах. // Редкол: А. М. Колодний (голова) та ін. — К.: Світ Знань. Т. 6. Пізній протестантизм (п’ятидесятники, адвентисти, свідки Єгови). / За ред. П. Л. Яроцького. – К., 2007. – 632 с.